# Psicologia de la intel·ligència
La psicologia de la intel·ligència és la disciplina de la psicologia que estudia els processos psicològics bàsics amb relació a les facultats d'entendre i comprendre l'entorn, i l'habilitat que es té, alhora, de donar un sentit encertat a una sentència.

## Concepte
Encara que no existeix una definició general consensuada per tots, n'hi ha dues definicions recents que tenen un nombre més gran d'acceptació. La primera és de l'American Psychological Association, que fa la definició següent:
| « | Els individus difereixen els uns dels altres en l'habilitat de comprendre idees complexes, d'adaptar-se eficaçment a l'entorn, d'aprendre de l'experiència, de trobar diverses maneres de raonar i de superar obstacles mitjançant la reflexió. Malgrat que aquestes diferències individuals poden ser substancials, mai no són completament conscients: les característiques intel·lectuals d'una persona varien en diferents ocasions, en diferents dominis i es jutjaran amb diferents criteris. El concepte d'"intel·ligència" és una temptativa d'aclarir i organitzar aquest conjunt complex de fenòmens. | » |

## Mesura de la intel·ligència
- Alfred Binet, a començaments del segle xx, construeix un mètode de mesura, conegut com l'escala Binet, que proposava la introducció del concepte d'edat mental. Gràcies a aquest concepte, va poder observar que l'edat mental augmenta en relació amb l'edat cronològica fins als 12 o 14 anys, en què desaccelera el seu creixement.
- Lewis Terman va fer una adaptació d'aquestes proves als EUA, l'escala Stanford-Binet, que va tenir gran ressò i que fou molt usada en aplicacions col·lectives en l'exèrcit durant la Primera Guerra Mundial (coneguda com els Army alpha Beta Test) per a avaluar les capacitats intel·lectuals dels reclutes i que permetia decidir-ne la destinació, ja que se'n podia obtenir el quocient Intel·lectual, que ja era una mesura quantitativa de la intel·ligència.
- Lawrence Weschler supera la limitació dels test de Terman, que discriminava els subjectes en funció de l'edat mental, dissenyant les seves pròpies escales que tracten de mesurar les mateixes aptituds o aspectes de la intel·ligència amb els mateixos tests a diferents edats. A la llarga, això ha donat lloc a la creació de les escales Weschler per a mesurar la intel·ligència, com són el WAIS per a adults, el WISC per a nens o el WIPSI per a preescolars. Els tests de les escales Weschler consten de dues parts, l'una de test verbal, i una altra de test de rendiment o test d'execució.

## La distribució de la intel·ligència i el QI

Corba del quocient intel·lectual

El quocient intel·lectual o quocient d'intel·ligència (abreviat amb QI i IQ, en anglès) és la relació entre la intel·ligència d'un individu mesurada amb un test d'intel·ligència, i la intel·ligència mitjana cronològica de l'individu i del seu grup social.
Existeixen dos tipus de test segons l'edat que mesuren el QI, que són el d'adults i el d'escolars. L'escala Stanford-Binet intenta mesurar les aptituds exigides en l'educació primària. Per a mesurar-ho, s'utilitza una fórmula que és la relació entre l'edat mental i l'edat cronològica, que serveix per a poder mesurar numèricament la intel·ligència relativa. Per a poder-ho mesurar, s'utilitza la fórmula següent, que està multiplicada per cent per evitar els decimals:

El WAIS divideix en subtests verbals i executius. La seva puntuació es pot calcular fent diferents QI segons el subtest, és a dir, segons l'aptitud, o també es pot fer un QI global. En els dos casos, el que es fa és una mitjana amb la seva desviació típica i, posteriorment, s'hi marca un punt central T que seria, en aquest cas, 100. Es consideren valors normals entre 85 i 115. En l'actualitat, el QI es relaciona amb certs resultats socials, econòmics, ocupacionals i educatius. La relació és molt forta vers el benestar i el rendiment dels individus en determinades situacions socials.

## Aproximacions teòriques de la intel·ligència

### Teories factorials
- El factor g de Charles Spearman: Spearman va entendre que es tracta d'un concepte unitari, una capacitat comuna que s'utilitza per a resoldre problemes i tests que requereixin l'ús de la intel·ligència. El 1925, va proposar la teoria bifactorial en la qual plantejava l'existència d'un factor comú a totes les capacitats cognitives, i que va anomenar factor g, ja que s'havia obtingut mitjançant l'anàlisi factorial. Es va entendre com una propietat del cervell, una mena d'energia mental que es podia considerar el nucli de la intel·ligència. Però, a més a més del factor g, la realització de proves intel·lectuals exigeix unes capacitats específiques que s'anomenen factor s.

- El model de Vernon (1950) o teoria jeràrquica.[5] Philip E. Vernon va definir la intel·ligència classificant-la segons 3 aspectes i una estructura en 3 nivells:
  - Intel·ligència A o bàsica: capacitat innata, hereditària, que representa possibilitats per a aprendre (no és el mateix que coneixements i habilitats concretes que puguin adquirir-se durant el desenvolupament).
  - Intel·ligència B: és la fenotípica o efectiva, també coneguda com a eficàcia mental, en el sentit de rapidesa a captar, comprendre o raonar correctament.
  - Intel·ligència C: rendiment intel·lectual observat en proves o diagnòstics, equivaldria al QI.
  - Estructura segons Vernon:
    - 1r nivell més baix: hi ha els factors primaris o capacitats cognitives específiques.
    - 2n nivell intermedi: el formen el factor verbaleducatiu i el practicomecànic.
    - 3r nivell: descriu les relacions entre les capacitats primàries.

- El model de l'estructura de la intel·ligència de Guilford (1962): Joy Paul Guilford entenia la intel·ligència com un conjunt d'aptituds independents que s'organitzarien segons tres paràmetres:

- - Continguts
    - Figuratius
    - Simbòlics
    - Semàntics

- -     - Conductuals

  - Operacions
    - Avaluació
    - Producció convergent: buscar la millor solució.
    - Producció divergent: crear alternatives lògiques i noves. Creativitat.
    - Memòria: emmagatzemament.
    - Cognició: comprensió.

  - Productes
    - Unitats: una paraula, un objecte.
    - Classes: conjunt d'unitats (per exemple, l'euro és una unitat, i moneda la classe)
    - Relacions
    - Sistemes
    - Transformacions
    - Implicacions

- Intel·ligència fluida i intel·ligència cristal·litzada: Raymond Catell (el 1941, va proposar dos tipus d'intel·ligència amb la intenció de substituir el concepte de factor g:
  - Intel·ligència fluida (Gf): hereditària i biològica, té la capacitat d'adaptar-se a situacions noves, sense necessitat d'experiències prèvies. Els tests n'avaluen la potencialitat biològica.
  - Intel·ligència cristal·litzada (Gc): és resultat del desenvolupament de l'individu i es deriva de com s'han cristal·litzat els aprenentatges anteriors acumulats. Suposa l'ús del llenguatge, dels nombres i dels problemes mecànics.

En la teoria de Catell, l'estat biològic afectarà més la intel·ligència fluida i no la cristal·litzada, mentre que a aquesta darrera l'afectarà més la formació, l'ambient, etc.
- Teoria de la inversió: estudis científics han demostrat una elevada correlació entre Gf i Gc amb el factor g de Spearman.

| Intel·ligència                   | Rendiment                |
| -------------------------------- | ------------------------ |
| Gf elevada + entorn òptim        | Rendiment acadèmic alt.  |
| Gf elevada + entorn desfavorable | Rendiment acadèmic baix. |
| Gf baixa + entorn òptim          | Rendiment acadèmic alt.  |

- Teoria dels tres estrats
- Teoria CHC

## Teories cognitives
Les teories cognitives pretenen esbrinar quina és la dinàmica de l'estructura de la intel·ligència, i pretene respondre a tres qüestions:
- Quins són els processos cognitius responsables del comportament intel·lectual.
- Com es construeixen les representacions mentals de la informació.
- Quines estratègies cognitives utilitzen els individus, enteses com a formes particulars en què es combinen els processos i representacions mentals.

### Models teòrics
- Model de la velocitat i l'eficiència mental entesos com a base de la intel·ligència: l'objectiu és provar una relació entre les dades psicomètriques de la intel·ligència i el rendiment, davant teories cognitives molt simples (exemple: temps de reacció).
- Model dels correlats: la intel·ligència es fonamenta en els processos que tenen lloc en el sistema cognitiu. Expliquen la intel·ligència comparant el rendiment dels subjectes en tasques cronomètriques. Si es basen en processos superiors, podem parlar del model dels components cognitius.
- Teoria triàrquica (1985): R. J. Sternberg va proposar una teoria que articula la intel·ligència en tres subteories en funció de les relacions que estableix amb el món intern de l'individu o mecanismes mentals (subteoria componencial), amb el món extern o ajust intel·ligent a l'ambient (subteoria contextual) i l'experiència com a pont entre les dues (subteoria experiencial).
  - Subteoria competencial: la intel·ligència depèn del món intern de l'individu. Estaria composta per 3 tipus d'elements cognitius:
    - Metacomponents: planificar, supervisar, valorar, etc.
    - Components d'execució: processos específics que duen a terme les instruccions dels metacomponents.
    - Components d'adquisició: aprendre com fer el que fan els metacomponents i components d'execució.

  - Subteoria contextual: la intel·ligència depèn del món extern de l'individu.
    - Adaptació a l'ambient.
    - Modificació de l'ambient: quan fracassa l'adaptació.
    - Selecció de l'ambient: renúncia a un determinat ambient per un altre de més favorable.

  - Subteoria experiencial: l'experiència com a pont entre el món intern i extern davant de situacions noves modula la intel·ligència. Quan millor es mesura la intel·ligència és quan els problemes que ha de resoldre responen a dos tipus:
    - Problemes relativament nous per a la persona. Serveixen per estimar-ne la intel·ligència fluida.
    - Problemes que exigeixen activar processos i estratègies en els quals la persona és prou experta. Serveixen per a estimar-ne la intel·ligència cristal·litzada.

L'autor entén la intel·ligència com un autogovern mental que actua controlant i gestionant tots els recursos cognitius en funció de les exigències de l'entorn.

## Les capacitats intel·lectuals

### Les aptituds mentals primàries
Les capacitats intel·lectuals més importants es corresponen amb els factors primaris proposats en determinats models estructurals, com el de Louis Leon Thurstone, que data de l'any 1941. Aquest autor, basant-se en una anàlisi factorial, va entendre la intel·ligència com un conjunt de capacitats format per set factors, els quals va anomenar aptituds mentals primàries i que s'avaluaven amb el Primary Mental Abilities Test proposat per ell mateix. Aquests set factors substituirien el factor g de Spearman.
- Numèric
- Comprensió verbal
- Espacial
- Memòria
- Raonament
- Velocitat perceptiva
- Fluïdesa verbal

Posteriorment, Catell, quan va presentar la seva teoria sobre la intel·ligència cristal·litzada i fluida, va trobar un conjunt de factors primaris amb l'anàlisi factorial. En aquest conjunt de 27 factors, hi havia els sets que proposava Thurstone i que contribuïen al que Catell anomenava intel·ligència general.
En els darrers anys, ha aparegut la teoria PASS de la intel·ligència, que l'explica com un processament de la informació que es caracteritza pel seu caràcter dinàmic i no com una habilitat o capacitat estàtica. Basada en estudis de lesions, defineix la capacitat humana en tres unitats bàsiques dinàmiques, rebutjant-ne un possible caràcter estàtic:
- 1a: input o entrada de la informació.
- 2a: processament central de la informació: en què tenen cabuda 4 processos cognitius: planificació, atenció, processament simultani i processament seqüencial.
- 3a: output o resposta.

## Concepte i tipus d'intel·ligència
La intel·ligència no és la suma de totes les capacitats mentals, sinó que la podríem representar per tres formes d'entendre-la: la intel·ligència social, la intel·ligència psicomètrica i la intel·ligència natural.

### Intel·ligència social
És la intel·ligència quotidiana que es pot observar en la conducta diària del subjecte; en són clars exemples el rendiment acadèmic o el rendiment laboral i els aspectes més destacats en són la comprensió, la memòria, la solució de problemes i l'elaboració d'estratègies.

### Intel·ligència psicomètrica
És la representada pel coeficient intel·lectual i es troba influenciada, segons Eysenck, per l'entorn familiar, l'entorn cultural, l'educació i l'estatus econòmic.

### Intel·ligència natural
La intel·ligència impersonal pot entendre's com la intel·ligència natural de l'individu, una disposició general o conjunt de capacitats als requeriments cognitius de les tasques/situacions mancada del component emocional interpersonal. Es diu natural en contraposició a cultural. La intel·ligència interpersonal presenta molts dubtes als autors, que no han sabut trobar-ne una definició contundent.

## Factors ambientals que afecten la intel·ligència
Si bé la intel·ligència és un conjunt de capacitats mentals que sovint tenen un origen genètic, nombrosos estudis han provat la influència de l'entorn en el seu desenvolupament, potenciació o inhibició. La psicologia analitza com aquests factors intervenen en la formació i canvi de la intel·ligència al llarg de la vida de l'individu.
El primer factor a considerar és la família: uns pares que potenciïn la lectura i els hàbits saludables, que tinguin expectatives altes de rendiment escolar, que promoguin l'accés primerenc a la cultura i que tinguin un vocabulari ric, ajuden que els seus fills explotin al màxim les seves possibilitats. En edats posteriors, el grup d'iguals té una influència similar. L'educació formal, per acabar, té un paper clau.